# Örnäset
Örnäset est un quartier de Luleå, en Suède,.

## Description
Les quartiers voisins d'Örnäset sont Skurholmen, Lövskatan et Bredviken (sv).
La majeure partie d'Örnäset se compose d'immeubles appartenant auparavant au service public Lulebo. qui a progressivement cédé le stock de droits de location aux autres acteurs du marché comme suit.
Norra & Södra Vretvägen et Edeforsgatan 2-16 (qui est parallèle à Vretvägen) sont gérés par Heimstaden.
Les locations d'Edeforsgatan 1 - 59 est géré par Lulebo.
Les immeubles locatifs situés aux adresses 15 à 86 d'Edeforsgatan, également appelés Trumman, sont gérés par le Fonds suédois pour le logement.
Selon le rapport de la municipalité de Luleå de 2008, 21,7 % des appartements d'Örnäset étaient en copropriétés.
Ceux-ci se trouvent sur Krongårdsringen à côté d'Örnäsets Centum/Svartöleden et Hällbruksgatan à côté de Hertsövägen.
À Örnäset, il y a aussi quelques bâtiments résidentiels construits dans les années 1950.

## Histoire
En 1959, Bredviken a été incorporée à la ville de Luleå. Un certain nombre de blocs résidentiels ont été construits au sud de Hertsövägen. À l'est de ceux-ci se trouve le cimetière d'Örnäset, qui fait cependant partie du quartier de Hertsön et contient environ 5 000 tombes et un bosquet commémoratif.

## Services
Le centre commercial d'Örnäset est au nord du quartier et dessert le quartier d'Örnäset et les quartiers environnants (Svartöstaden, Lövskatan, Bredviken et Skurholmen) avec un supermarché (Stora Coop) et plusieurs petits magasins, restaurants et entreprises de services.
Dans la partie nord, il y a aussi l'ancienne maison de retraite de Rödkallen, depuis 2012 une maison de sécurité appartenant à Lulebo. 
L'église d'Örnäset, juste au nord du centre, a été achevée en 1963.
Luleå Fridsförbund, qui appartient au laestadianisme, possède une église dans un bâtiment d'Örnäset qui était autrefois une épicerie.
Juste au nord d'Örnäset se trouve le centre de santé d'Örnäset. Dans le même bâtiment se trouvent une pharmacie, une dentisterie publique, une physiothérapie, un médecin de quartier.

## Transports
Les lignes de bus 1,5, 7, 8 et 15 desservent le quartier.
| Ligne | Trajet                                      | Longueur | Arrêts | Réfs.   |
| ----- | ------------------------------------------- | -------- | ------ | ------- |
| 1     | Hertsön - Centrum - Hôpital de Sunderby     | 25,5 km  | 36-37  | Ligne 1 |
| 1     | Hôpital de Sunderby - Centrum - Hertsön     | 25,5 km  | 38-39  | Ligne 1 |
| 2     | Björkskatan - Centrum - Hôpital de Sunderby | 23 km    | 33     | Ligne 2 |
| 2     | Hôpital de Sunderby - Centrum - Björkskatan | 23 km    | 34     | Ligne 2 |
| 3     | Björkskatan - Centrum - Bergnäset           | 12 km    | 26     | Ligne 3 |
| 3     | Bergnäset - Centrum - Björkskatan           | 12 km    | 27     | Ligne 3 |
| 4     | Aéroport de Luleå - Centrum - Aurorum       | 16 km    | 28     | Ligne 4 |
| 4     | Aurorum - Centrum - Aéroport de Luleå       | 16 km    | 28     | Ligne 4 |
| 5     | Hertsön - Centrum - Aurorum                 | 16 km    | 32-33  | Ligne 5 |
| 5     | Aurorum - Centrum - Hertsön                 | 16 km    | 34-35  | Ligne 5 |

## Galerie

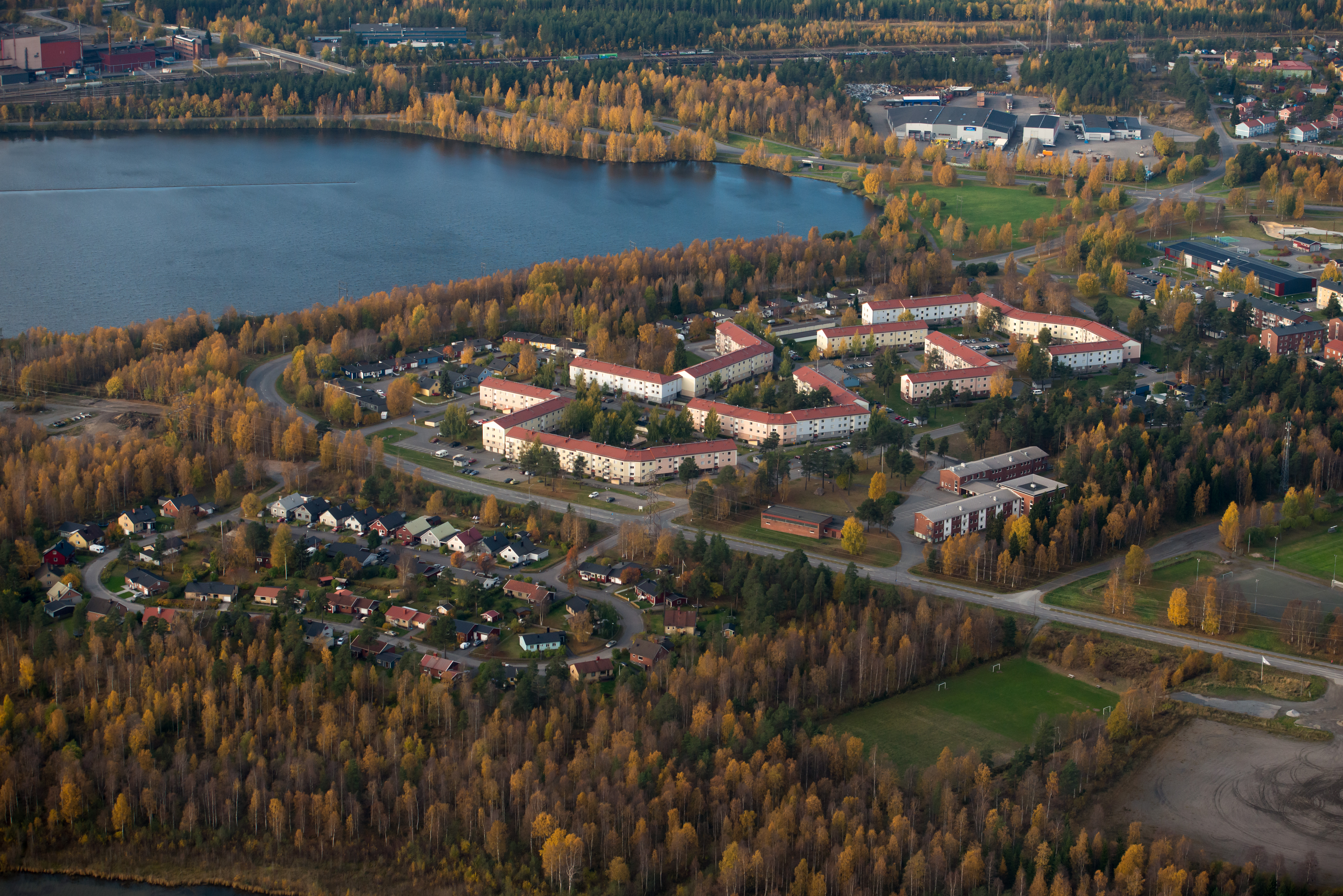
Le quartier résidentiel de Lövskatan en bas et Örnäset au milieu de l'image.
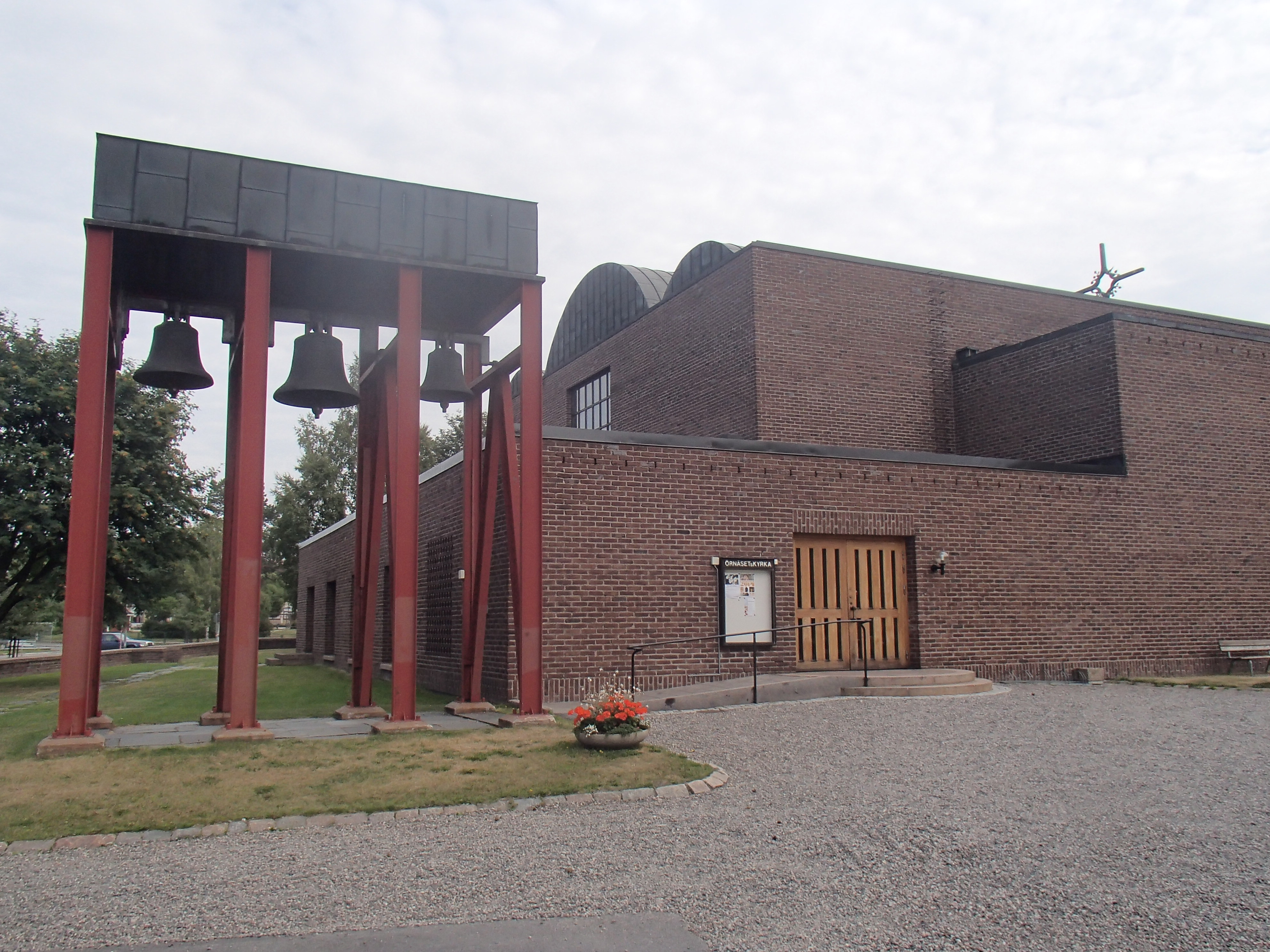
Église d'Örnäset.
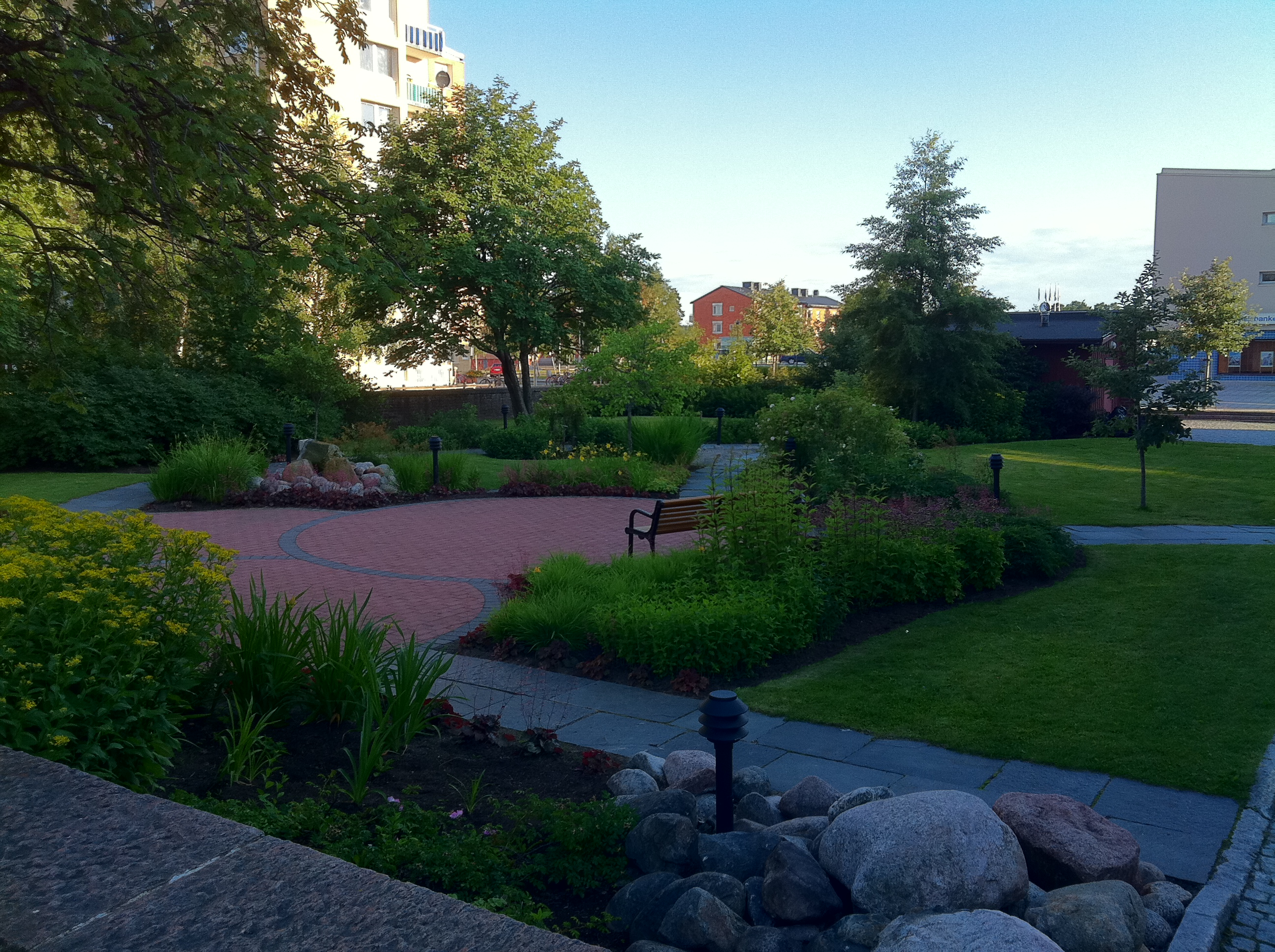
Parc au d'Örnäset.